# AHS Centaur
"O navio-hospital australiano" no português, (No inglês, na versão original: Australian Hospital Ship) (AHS) Centaur  foi um navio-hospital australiano que foi atacado e afundado por um submarino japonês na costa de Queensland, na Austrália, em 14 de maio de 1943. Dos 332 médicos e tripulantes civis a bordo, 268 pessoas morreram no naufrágio, entre elas estavam 63 dos 65 militares.
O Centaur foi construído na Escócia, e foi lançado em 5 de junho de 1924, como uma combinação de navio de passageiros e cargas, e operava uma rota comercial entre a Austrália Ocidental e Cingapura através das Índias Orientais Holandesas e da atual Indonésia, transportando passageiros, cargas e gados. O nome do navio foi renomeado de Centaur, em referência a mitologia grega. Foi quando no início da Segunda Guerra Mundial, o Centaur (assim como todos os navios da Marinha Mercante Britânica) foi colocado sob o controle do Almirantado Britânico, mas depois de ser equipado com equipamento defensivo, foi autorizado a continuar as operações normais. Em novembro de 1941, o navio resgatou sobreviventes alemães do confronto entre Kormoran e o HMAS Sydney. O Centaur foi transferido do Reino Unido para a costa leste da Austrália em outubro de 1942 e usado para transportar materiais para a Nova Guiné.
Em 4 de janeiro de 1943, o Centaur foi adquirido pelos militares australianos para conversão em um navio-hospital, pois em seu pequeno tamanho, o navio se tornava adequado para operar no Sudeste Asiático Marítimo. A reforma do Centaur foi incluindo instalação de instalações médicas e repintura com marcações da Cruz Vermelha, o navio foi concluído em março, e empreendeu numa viagem experimental, transportando feridos de Townsville para Brisbane, depois de Port Moresby para Brisbane. Depois o navio ter sido reabastecido em Sydney, o Centaur começou a viagem  até a Nova Guiné e partiu em 12 de maio. Antes do amanhecer de 14 de maio de 1943, durante a travessia na sua segunda viagem, o Centaur foi torpedeado e afundado por um submarino japonês na Ilha de Moreton, em Queensland. A maioria dos 332 passageiros a bordo morreram durante o ataque, e os 64 sobreviventes foram descobertos 36 horas depois. O incidente resultou em uma indignação pública, pois um submarino atacar e torpedear um navio-hospital é considerado um crime de guerra em termos da Convenção de Haia. Os protestos foram feitos pelo governo australiano e pelo governo britânico ao governo japonês e esforços foram feitos para descobrir os responsáveis pelo naufrágio, para que pudessem ser julgados num tribunal de crimes de guerra. Na década de 1970, a identidade mais a provável do submarino atacante, teria sido o subimarino I-177, que tornou-se pública.
O motivo do ataque é desconhecido; existem teorias de que o Centaur violou as convenções internacionais que deveriam tê-lo protegido, que o comandante do subimarino  I-177 não sabia que o Centaur era um navio-hospital ou que o comandante do submarino, Hajime Nakagawa, atacou conscientemente um navio protegido. O local do naufrágio do Centaur foram localizados em 1995, e provou ser um naufrágio diferente.

## Design e construção do navio

### Designs originais
Em 1923, a empresa Ocean Steamship Company, que era uma subsidiária da Blue Funnel Line de Alfred Holt, decidiu que um novo navio seria necessário para substituir o MV Charon na rota comercial da Austrália Ocidental para Singapura. A embarcação deveria ser capaz de transportar simultaneamente passageiros, cargas. O navio também precisava ser capaz de descansar em planícies lamacentas fora da água, já que a variação das marés nos portos no extremo norte da Austrália Ocidental chegava a 8 metros e 26 pés.

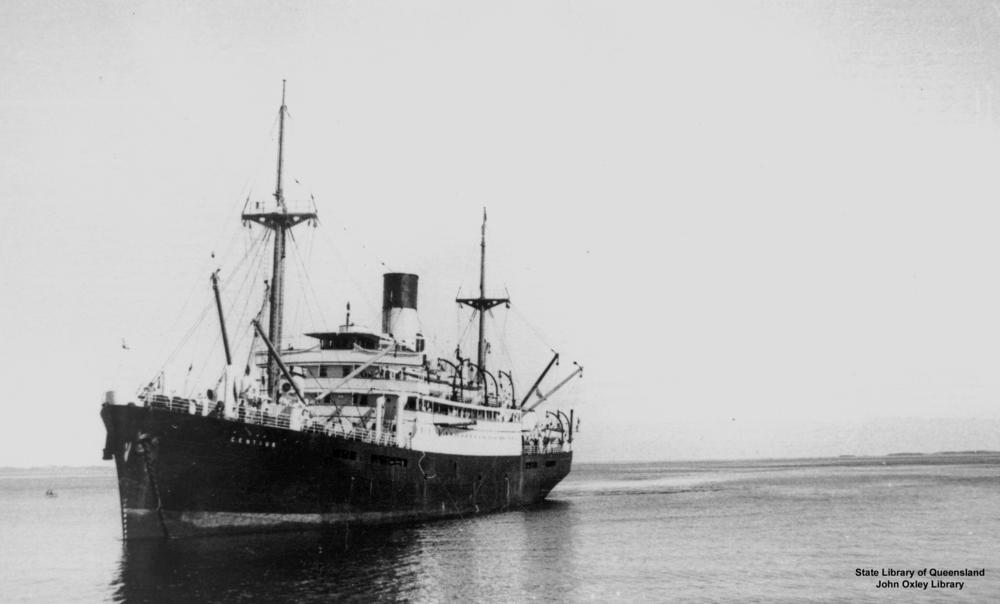
O MV Centaur em andamento

Por isso, a empresa Scotts Shipbuilding and Engineering Company em Greenock foi escolhida para construir o Centaur. A quilha foi lançada e a construção do navio começou em 16 de novembro de 1923,  e o navio estava pronto para ser recolhido em 29 de agosto de 1924. Construído ao custo de 146.750 libras esterlinas, o navio foi projetado para transportar 72 passageiros e 450 cargas. A carga estava sendo transportada em quatro porões, os dois conveses dentro do casco eram principalmente para gado e também podiam ser usados como espaço extra de carga. O casco do navio tinha um desenho chamado de 'o convés de torre'. O convés abaixo da linha d'água eram mais largos do que os acima da água, e um casco plano e reforçado permitia que o navio ficar flutuando por mais tempo. O Centaur foi uma das primeiras embarcações civis equipadas com um motor à diesel. Uma das características mais visíveis do navio eram os 35 pés da chaminé, com quase 11 metros de altura. O seu motor era ação única, com 6 cilindros em 4 tempos, e um ciclo único. O navio tinha cilindros de 24 polegadas e 64 metros, com um diâmetro por 51 polegadas e 135 cm. O motor do Centaur foi construído pela empresa Burmeister & Wain, localizada em Copenhague, na Dinamarca. Um de seus porões estava equipado com refrigeração. O refrigerador era salmoura e o isolamento era cortiça. O porão refrigerado do navio tinha capacidade para 3.000 pés cúbicos e 85 metros.
Em dezembro de 1939, o navio passou por umas pequenas reformas em Hong Kong, com um supercompressor e uma nova hélice instalada no motor. O superalimentador do Centaur quebrou em abril de 1942, e o navio não podia ser reparado as pressas, durante à escassez de equipamentos e ao acesso restrito ao estaleiro causado pela Segunda Guerra Mundial.

### Conversão em um navio-hospital
Em 1943, o Centaur foi colocado à disposição do Departamento de Defesa da Austrália para conversão em navio-hospital. A conversão foi realizada pela United Ship Services em Melbourne, na Austrália, e foi inicialmente estimada em 20.000 reais.

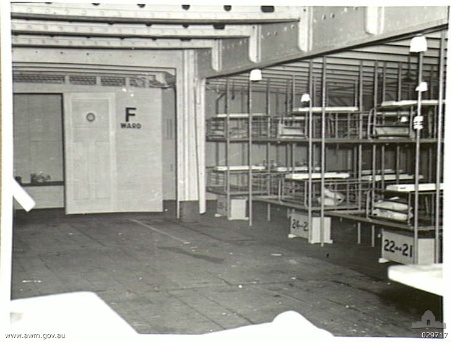
Uma das salas do Centaur logo após sua conversão em navio-hospital

O custo do navio aumentou para quase 55.000, por diversos motivos. Ele foi originalmente planejado para que o navio viajasse entre os portos da Nova Guiné e de Townsville. O número de vítimas na campanha da Nova Guiné teria significado que os hospitais localizados em Queensland rapidamente se tornariam incapazes de lidar com a quantidade de vítimas, e pelo foi necessário a viagem mais longa do navio até o porto de Sydney. O exército exigiu que mais instalações e conversões fossem adicionadas aos planos originais do Centaur, como a ampliação das instalações de banho e de lavagem, e água quente disponibilizada para todas as partes do navio, o redirecionamento de todas as tubulações de vapor para longe das áreas dos pacientes, e os arranjos de ventilação adequados para as condições. Os sindicatos que representavam a tripulação que solicitaram melhorias em condições de vida e na alimentação, incluindo novas pias, e a substituição do piso dos alojamentos e refeitórios do navio.
Quando o Centaur foi relançado em 12 de março de 1943, ele estava equipado com uma sala de cirurgia, dispensário, duas enfermarias que estavam localizadas nos antigos conveses de carga, e um consultório odontológico, além de alojamentos para 75 tripulantes e 65 funcionários médicos permanentes do Exército. Para manter o calado médio do navio que tinha mais de 61 metros e 20 pés, 900 toneladas de ferro foram distribuídas nos porões de carga como os lastros. O navio era capaz de fazer viagens de 18 dias antes do reabastecimento e transportava pouco mais de 250 pacientes acamados.

## Histórico de operação

### 1924 até 1938
O Centaur recebeu o número oficial do Reino Unido de 147275 e as letras de código do navio se chamava "KHHC". Seu porto de registro era Liverpool, na inglaterra. Quando o Centaur entrou em serviço no final de 1924, a rota comercial Fremantle, Java e Singapura era atendida por dois outros navios da Blue Funnel Line, o Gorgon e o Charon. A rota do Centaur é passando por Fremantle até a costa oeste da Austrália, passando por Geraldton, Carnarvon, Onslow, Point Samson, Port Hedland, Broome e Derby, depois até o Estreito de Bali, Surabaia, Semarão, Jacarta e Singapura. O Centaur operava como um cruzamento entre um navio a vapor e um navio de carga, e percorreu uma rota definida, mas as paradas nos portos ao longo da rota. Até algum momento da década de 1930, o Centaur permaneceu sozinho em sua rota, mas o aumento do comércio ao longo desta rota levou a Blue Funnel Line a retribuir Gorgon e designar o novo Charon para trabalhar ao lado do Centaur.
Após as mudanças em 1934, o Centaur recebeu as Cartas de Código GMQP. Um destaque da carreira pré-guerra do Centaur foi o resgate do 385. O navio japonês Kyo Maru em novembro de 1938 havia desenvolvido problemas na caldeira ao retornar da Antártida e estava à deriva em direção ao Arquipélago de Abrolhos, e onde corria o risco do navio ser destruído pelos recifes da região. O Centaur respondeu ao sinal de socorro do Kyo Maru e foi rebocado para Geraldton .

### 1939 até 1942
Como um navio utilizado da Marinha Mercante Britânica, o Centaur foi afetado pelo esboço do Parlamento Britânico de 1939 sobre como a Marinha Mercante responderia à declaração de guerra, principalmente submissão ao Almirantado em todos os assuntos, excluindo a tripulação e gestão de navios. Após a eclosão da Segunda Guerra Mundial em 3 de setembro de 1939, o Centaur foi equipado com um motor de popa 4
-polegada (100 mm) canhão naval Mark IX e duas metralhadoras .303 Vickers localizadas nas asas da ponte para proteção contra navios de guerra e aeronaves do Eixo. Durante a reforma, o navio também foi equipado com paravanes de bombordo e estibordo, as armas retiradas e equipamento de desmagnetização para proteção contra minas navais.
Em 26 de novembro de 1941, um bote salva-vidas danificado transportando 62 marinheiros e oficiais da marinha alemã Kriegsmarine foi avistado por uma aeronave que procurava o desaparecido cruzador australiano, Sydney, e a aeronave direcionou o Centaur para o bote salva-vidas. A comida foi entregue aos ocupantes e uma pessoa foi autorizada a bordo para explicar a situação. Inicialmente ele se passava por oficial da marinha mercante norueguesa, o homem rapidamente revelou que era o primeiro oficial do Kormoran e que o bote salva-vidas continha sobreviventes alemães da batalha do Kormoran com o Sydney sete dias antes, incluindo o capitão Theodor Detmers .

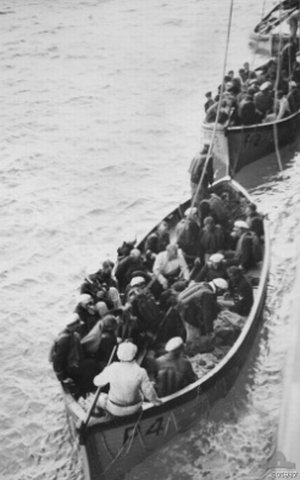
Os Sobreviventes do Kormoran sendo rebocados em dois botes salva-vidas do Centaur. O bote salva-vidas alemão pode ser visto atrás deles

Mas não querendo deixar os náufragos no mar, com medo de ter seu navio capturado pelos alemães, o comandante do Centaur decidiu rebocar o bote salva-vidas, após permitir nove feridos a bordo. Durante o reboque em direção a Carnarvon, na Austrália Ocidental, o barco salva-vidas foi inundado e parcialmente afundado pelo mar agitado, então dois dos botes salva-vidas do Centaur foram baixados para transportar os alemães. Na chegada a Carnarvon, os alemães foram transferidos para o primeiro porão de carga do navio, onde se uniram pra permitir a transferência  sobreviventes do Kormoran para outros navios, além de quarenta guardas do exército australiano, que foram então transportados para Fremantle a bordo do Centaur.
Após o ataque da Pearl Harbor e o início da Campanha da Malásia em 7 de dezembro de 1941, o Centaur prosseguiu para Broome, na Austrália Ocidental. Em 6 de outubro de 1942, o Centaur recebeu ordem de navegar para Queensland, onde começou a navegar entre a costa leste da Austrália e a Nova Guiné, transportando material .

### início de 1943
Devido ao início das hostilidades entre o Japão e o Império Britânico, ficou claro que os três navios-hospitais o Manunda, o Wanganella e o Oranje não seriam capazes de operar nas águas típicas do Sudeste Asiático, portanto, eles precisavam de um novo navio-hospital era necessário. Dos navios da Marinha Mercante Australiana eram capazes de operar na região, nenhum navio era adequado para conversão em navio-hospital, e ao um pedido do Ministério da Navegação Britânico, o Centaur foi colocado à disposição dos militares australianos em 4 de janeiro de 1943. O trabalho de conversão começou em 9 de janeiro, e o Centaur foi comissionado como navio-hospital australiano em 1º de março. Durante sua conversão, o Centaur foi pintado com as marcas de um navio-hospital conforme detalhado no Artigo 5 da décima Convenção de Haia de 1907. O casco branco com uma faixa verde intercalada por três cruzes vermelhas em cada flanco do navio, superestrutura branca, múltiplas grandes cruzes vermelhas posicionadas de modo que o status do navio fosse visível tanto do mar quanto do ar, e um número de identificação do Centaur para o número 47, em sua proa.  À noite, as marcações eram iluminadas por uma combinação de luzes internas e externas. Os dados sobre as marcações do navio e o layout de identificação das características estruturais foram fornecidos ao Comitê Internacional da Cruz Vermelha durante a primeira semana de fevereiro de 1943, que os repassou aos japoneses em 5 de fevereiro.  Esta informação também foi divulgada e promovida pela imprensa e pelos meios de comunicação social.

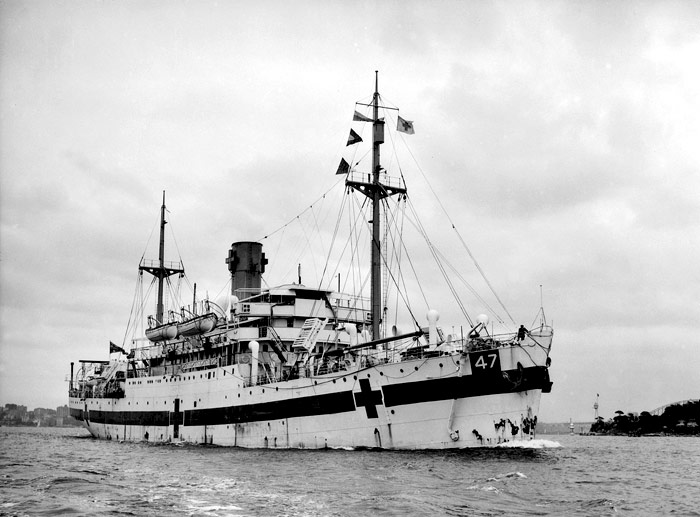
O AHS Centaur no porto de Sydney

O Centaur iniciou em operação como navio-hospital australiano em 12 de março de 1943. Os primeiros estágios da primeira viagem do Centaur como navio-hospital foram transporte de passageiros, médicos e soldados, a rota inicial de Melbourne a Sydney resultou na composição do Mestre, do Engenheiro Chefe e do Diretor Médico do navio em uma longa lista de defeitos que exigiam atenção. Após os reparos, ela realizou um teste, transportando militares feridos de Townsville para Brisbane para garantir que o navio era capaz de cumprir o papel de uma embarcação hospitalar de guerra. O navio foi encarregado de entregar médicos para o Porto Moresby, na Nova Guiné, e retornar a Brisbane com feridos australianos e americanos junto com alguns japoneses e prisioneiros de guerra.
Chegando em Sydney em 8 de maio de 1943, antes de partir, O Centaur foi até Darling Harbour para reabastecer, e só chegaria em Cairns somente em 12 de maio de 1943. O seu destino foi novamente a Nova Guiné. A bordo na época estavam 74 tripulantes civis, 53 funcionários do Corpo Médico do Exército Australiano, incluindo 8 oficiais, 12 enfermeiras do Serviço de Enfermagem do Exército Australiano, 192 soldados da Ambulância de Campo, e uma praticagem do Estreito de Torres. A maioria das enfermeiras haviam sido transferida do Oranje para o Centaur, e os homens do exército designados para o navio a bordo eram todos funcionários e médicos. Durante o carregamento, ocorreu um incidente quando os motoristas da ambulância lotagda no dia 12 de fevereiro tentaram trazer a bordo seus fuzis, suprimentos e munições. Isso foi recebido com a desaprovação por parte do comandante e do oficial médico chefe do Centaur, e levantou as preocupações entre a tripulação e os trabalhadores do cais de que o Centaur estaria transportando suprimentos militares ou comandos para a Nova Guiné, os rifles não foram permitidos a bordo até que o comandante do Centaur recebesse garantia oficial de que os motoristas de ambulância estavam autorizados a portar armas ao abrigo da 10ª Convenção de Haia, visto que eram utilizadas "para a manutenção da ordem e a defesa dos feridos". A carga restante foi revistada pela tripulação e trabalhadores em busca de outras armas e munições.

## O naufrágio
Aproximadamente às 4:10 da manhã do dia 14 de maio de 1943, durante sua segunda viagem de Sydney ao Porto Moresby, na Nova Guiné, o Centaur foi torpedeado por um submarino japonês não avistado. O torpedo atingiu o tanque de óleo combustível do lado bombordo do navio aproximadamente 2 metros abaixo da linha d'água, criando um buraco 8 a 10 metros  de diâmetro, acendendo o combustível e incendiando o navio na ponte de popa. Muitos dos passageiros que estavam a bordo morreram imediatamente por concussão ou morreram no momento da explosão. O Centaur rapidamente entrou na água através do local do impacto, rolou para bombordo e afundou primeiro, submergindo completamente em menos de três minutos. O naufrágio foi totalmente muito rápido, e impediu os membros da tripulação do navio a enviar o uso dos botes salva-vidas, embora se dois deles tivessem se separado do Centaur quando ele afundava, junto com vários botes salva-vidas danificados.
De acordo com a posição extrapolada pelo Segundo Oficial Gordon Rippon,às 4:00 da manhã. Em posição de navegação estimada, o Centaur foi atacado a aproximadamente 44 km de leste-nordeste de Point Lookout, em Queensland. Inicialmente, foram lançadas dúvidas sobre a precisão do ponto de afundamento calculado e da posição de cálculo morto, mas a descoberta do naufrágio em 2009 concluiu que ambos estavam corretos, Centaur localizado a 1,9 km das coordenadas de Rippon.

### Sobreviventes
Das 332 pessoas a bordo, 64 foram resgatadas. A essa hora, a maior parte da tripulação e dos passageiros estava dormindo no momento do ataque, e teve poucas chances de escapar do naufrágio. Foi estimado que até 200 pessoas poderiam estar vivas no momento em que o Centaur havia submergido. Vários passageiros que conseguiram sair do navio, morreram posteriormente devido a ferimentos ou queimaduras por estilhaços; outros não conseguiram encontrar apoio e se afogaram.
Os sobreviventes passaram mais 36 horas na água, usando barris, destroços e os dois botes salva-vidas danificados para flutuar. Durante esse tempo, eles navegaram aproximadamente 36,3 km a nordeste do ponto calculado de naufrágio do Centaur e espalhado por uma área de 2.3 milhas e 3.7 quilômetros.  Os sobreviventes viram pelo menos quatro navios e várias aeronaves, mas não conseguiram atrair a atenção deles.
No momento do resgate, os sobreviventes estavam divididos em dois grupos grandes e três pequenos, com vários outros flutuando sozinhos. Entre os resgatados estavam a irmã Ellen Savage, uma das únicas enfermeiras sobreviventes das 12 pessoas que estavam a bordo do Centaur, era Leslie Outridge, a única médica sobrevivente dos 18 anos a bordo, e Gordon Rippon, segundo oficial e tripulante sobrevivente mais graduado, e Richard Salt, do Estreito de Torres. Em 1944, Ellen Savage foi agraciada com a Medalha de Jorge por fornecer cuidados médicos, elevar o moral e demonstrar coragem durante a espera pelo resgate.

### O Resgate dos passageiros do Centaur

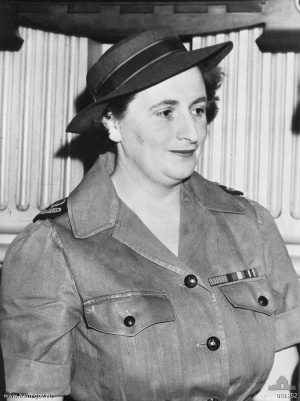
Irmã Ellen Savage foi a única sobrevivente das 12 enfermeiras a bordo do Centaur

Na manhã de 15 de maio de 1943, o navio de guerra americano USS Mugford partiu de Brisbane para escoltar os 11.063 toneladas do cargueiro neozelandês Sussex de grande porte na primeira etapa da viagem trans- Tasmânia deste último. Às 14 horas da tarde, um vigia a bordo do Mugford relatou um objeto no horizonte. Na mesma época, o avião Avro Anson, do Esquadrão N.º 71 da Força Aérea Real Australiana, estava voando à frente em alerta anti-submarino, mergulhou em direção ao objeto. A aeronave retornou aos dois navios e sinalizou que havia sobreviventes de naufrágios na água necessitando de resgate. O comandante do Mugford ordenou que o Sussex continuasse sozinho, enquanto o navio recolhia os sobreviventes do Centaur. Atiradores foram posicionados ao redor do navio para atirar em tubarões, e marinheiros estavam prontos para mergulhar e ajudar os feridos. Os médicos do Mugford inspecionaram cada pessoa à medida que subiam a bordo e prestaram os cuidados médicos necessários. A tripulação americana soube pelo primeiro grupo de sobreviventes eram do naufrágio do Centaur.
Às 2h14, Mugford fez contato com o oficial naval encarregado em Brisbane e anunciou que o navio estava recuperando sobreviventes do Centaur em 27°03′S 154°12′E, o primeiro que alguém na Austrália teve conhecimento do ataque ao navio-hospital. O resgate dos 64 sobreviventes levou uma hora e vinte minutos, embora Mugford tenha permanecido na área até o anoitecer, procurando uma área de aproximadamente 7 por 14 milhas náuticas (13 por 26 km; 8 por 16 milhas) por mais sobreviventes. Depois que a escuridão caiu, Mugford retornou a Brisbane, chegando pouco antes da meia-noite. Outras buscas nas águas da Ilha North Stradbroke foram feitas pelo USS Helm durante o conflito.

### Identificando o ataque
No momento do ataque, ninguém que estava a bordo do Centaur testemunhou o que submarino havia atacado o navio. Devido à distância da costa e à profundidade do local do naufrágio, concluiu-se que ele foi torpedeado por um dos submarinos japoneses que operam na costa leste da Austrália. Vários sobreviventes alegaram mais tarde ter ouvido o submarino se movendo na superfície enquanto o navio estava à deriva, e o submarino foi visto pelo cozinheiro Francis Martin, que estava flutuando em uma tampa de escotilha, fora da vista do grupo principal de sobreviventes. Mais tarde, ele descreveu o submarino para a Inteligência Naval após o retorno dos sobreviventes à terra, sua descrição correspondia um submarino da classe Kaidai do prefixo KD7 da Marinha Imperial Japonesa.

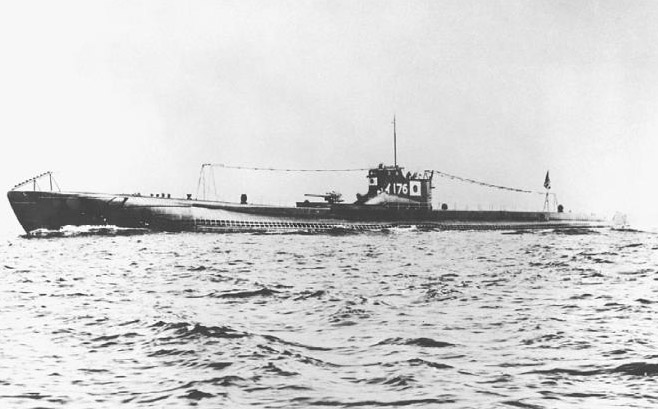
I-176, um submarino da classe Kaidai do tipo KD7. Os três supostos agressores eram todos desse tipo

No momento do ataque, três KD7 Kaidai operavam na costa leste da Austrália, o I-177 sob o comando de Hajime Nakagawa, I-178 sob Hidejiro Utsuki e I-180 sob o comando do comandante Toshio Kusaka. Nenhum destes submarinos sobreviveu à guerra, o I-177 foi afundado pelo navio USS Samuel Miles em 3 de outubro de 1944, I-178 pelo navio USS Patterson em 25 de agosto de 1943, e o I-180 pelo navio USS Gilmore em 26 de abril de 1944. Kusaka e Nakagawa foram transferidos para outros submarinos antes da perda do I-180 e I-177, e respectivamente o Utsuki e o I-178 foram afundados enquanto retornavam de uma patrulha na costa da Austrália.
Após protestos oficiais em dezembro de 1943, o governo japonês emitiu uma declaração negando formalmente a responsabilidade pelo naufrágio do Centaur. Os registros fornecidos pelos japoneses após a guerra também não reconheciam a responsabilidade. Embora o naufrágio tenha sido um crime de guerra, ninguém foi julgado por afundar um navio-hospital australiano. As investigações sobre o ataque de torpedo foram realizadas entre 1944 e 1948 e incluíram o interrogatório dos comandantes dos submarinos que operavam em águas australianas,  além de oficiais subalternos e tripulantes dos submarinos que sobreviveram à guerra. Vários dos investigadores suspeitaram que o Nakagawa e o I-177 eram provavelmente os responsáveis pelo naufrágio, mas não foram capazes de estabelecer isso além de qualquer dúvida razoável, e o caso foi encerrado em 14 de dezembro de 1948 sem qualquer nenhum tipo de acusações.
Os historiadores estavam divididos sobre qual submarino era o responsável pelo naufrágio do Centaur. E foi publicado em 1968, como parte da série que detalha a história oficial australiana da Segunda Guerra Mundial entre 1942 e 1945, onde o historiador George Hermon Gill concluiu que o subimarino I-178 ou o subimarino I-180 teriam sido os responsáveis pelo ataque, já que ele serviu em águas australianas por mais tempo do que qualquer submarino japonês na época, mas não causou nenhuma morte no período de três meses que envolveu o naufrágio do Centaur. Em 1972, o historiador militar alemão Jürgen Rohwer afirmou em Cronologia da guerra no mar que o I-177 torpedeou o Centaur, com base em um relatório japonês afirmando que o I-177 havia atacado um outro navio em 14 de maio de 1943 na mesma área em que o navio havia sido afundado. O contra-almirante japonês Kaneyoshi Sakamoto, que havia mostrado o relatório a Rohwer, afirmou que Nakagawa e o I-177 foram responsáveis pelo ataque ao Centaur em seu livro de 1979 chamado de History of Submarine Warfare.
Como uma história oficial da Marinha Japonesa, o trabalho de Sakamoto foi considerado uma admissão oficial da identidade do submarino. Posteriormente, a maioria das fontes assumiu como fato o papel do Nakagawa e do I-177  pela perda total do navio Centaur. Nakagawa, que morreu em 1991, se recusou a falar sobre o ataque do subimarino ao Centaur após a investigação dos crimes de guerra no final da Segunda Guerra Mundial ou mesmo foi defender ou a negar as alegações feitas por Rohwer e Sakamoto.

## Reação

### Reação pública

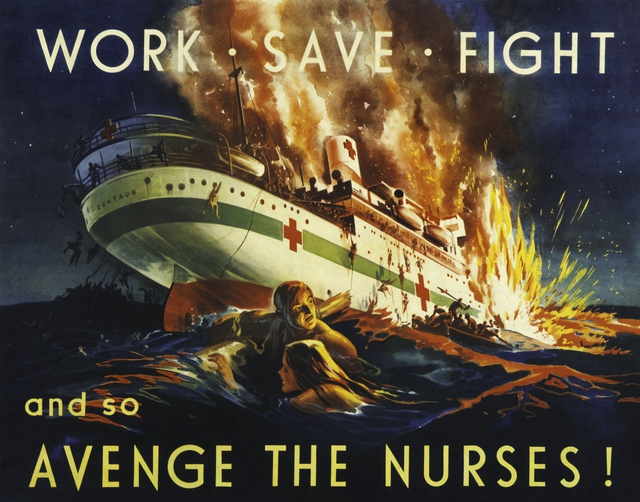
Um cartaz de propaganda pedindo aos australianos que vingem o naufrágio do Centaur

A mídia foi notificada do naufrágio do Centaur em 17 de maio de 1943, mas recebeu ordem de não divulgar a notícia até que fosse anunciada no despacho da Sede Geral da Área Sudoeste do Pacífico ao meio-dia de 18 de maio, e no Parlamento pelo primeiro-ministro John Curtin aquela tarde. As notícias do ataque chegaram às primeiras páginas em todo o território mundial, incluindo o jornal britânico The Times, o jornal americano The New York Times e o jornal canadense Montreal Gazette noticiando o naufrágio do Centaur. Em alguns jornais, a notícia teve precedência sobre os ataques na 'Operação Chastise' que foram realizados na Europa pelo Esquadrão N.º 617 da RAF .
A reação pública inicial ao ataque ao Centaur foi de indignação, significativamente diferente daquela demonstrada após a perda de navios de guerra ou navios mercantes australianos. Mesmo sendo um navio-hospital, o ataque constituiu uma violação da décima Convenção de Haia de 1907 e, como tal, foi um crime de guerra. O naufrágio do Centaur atraiu fortes reações tanto do primeiro-ministro Curtin, quanto do general Douglas MacArthur. Em seu relato, Curtin afirmou que esse ato do ataque ao navio Centaur é totalmente indesculpável, cometido por uma violação da convenção da qual onde o Japão é parte de todos os princípios comuns da humanidade". E ainda, MacArthur refletiu a visão comum australiana quando afirmou que o naufrágio do Centaur foi um exemplo da selvageria ilimitada japonesa. Os políticos instaram o público a usar a sua raiva para alimentar o esforço de guerra, e o desastre do Centaur tornou-se um símbolo da determinação da Austrália em derrotar o que parecia ser um inimigo brutal e intransigente. O governo australiano produziu cartazes retratando o naufrágio, que apelavam aos australianos, trabalhando para produzir material, comprando títulos de guerra ou alistando-se nas forças armadas.
As pessoas também expressaram a solidariedade para com a tripulação e houve vários esforços para financiar que o Centaur era como se fosse um novo navio-hospital. Os vereadores de Caulfield e Victoria, organizaram um fundo para substituir o equipamento médico perdido, abrindo com uma doação de 2.000 libras. Aqueles que trabalharam na conversão do navio contribuíram com dinheiro para uma substituição, e os funcionários da Ansett Airways comprometeram-se a doar uma hora de pagamento para a instalação de tal substituição.
Com algumas pessoas incapazes de acreditar que os japoneses seriam tão cruéis, os rumores começaram a se espalhar quase imediatamente após a notícia do ataque ser tornada pública. O boato mais comum era que o Centaur carregava armas e munições nos porões de carga nos conveses inferiores no momento do naufrágio, e os japoneses foram informados disso antes de sua partida. Isto resultou de um incidente envolvendo armas dos motoristas da ambulância durante o carregamento do navio no porto de Sydney.

### Reação militar sobre o ataque
O ataque foi condenado pelos militares australianos, que geralmente acreditavam que o ataque ao Centaur tinha sido realizado deliberadamente e com pleno conhecimento do seu estatuto. Reações semelhantes foram expressas por outro pessoal Aliado; O General da força área americana George Kenney, lembrou-se de ter que convencer um sargento bombardeiro a não organizar um bombardeio retaliatório de um navio-hospital japonês conhecido por estar em sua área.

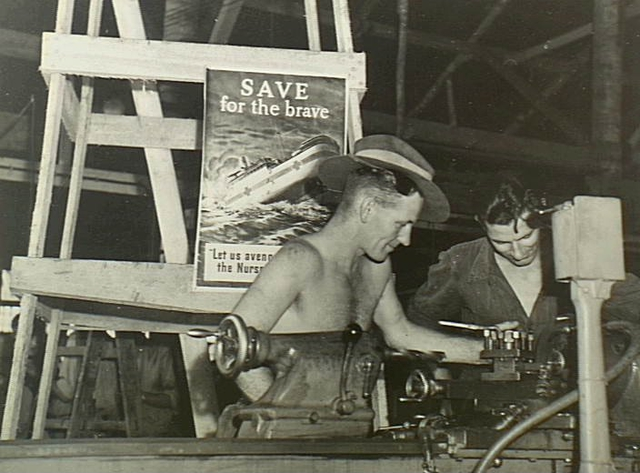
Um pôster do empréstimo de guerra representando o naufrágio do Centaur exibido em uma oficina do dxército australiano em Lae, Nova Guiné, em setembro de 1944

Seis dias depois, foi feito um pedido pelo Departamento de Defesa Australiano para que as marcas e luzes de identificação fossem removidas de um outro navio-hospital australiano, o Manunda, as armas fossem instaladas, e que ele começasse a navegar apagado e sob escolta. A conversão foi realizada, embora os esforços do Departamento da Marinha, do Almirantado e das autoridades da Nova Zelândia e dos Estados Unidos tenham feito com que a conversão concluída fosse desfeita. O custo da obra indireta chegou a 12.500 libras e o navio Manunda ficou fora de serviço por três meses. Em 9 de junho de 1943, as comunicações do chefe do Estado-Maior Combinado sobre o tema dos navios-hospitais australinos afundados por submarinos continham uma seção referente ao incidente do Manunda e como resposta ao ataque ao Centaur, com a conclusão de que o ataque de submarinos à navios-hospitais teria sido obra de um comandante japonês irresponsável, e que seria melhor esperar até que novos ataques fossem feitos antes de considerar a remoção das marcações.
Quando foi considerado que o incidente com as armas dos motoristas da ambulância pouco antes do Centaur partir em viagem, pode ter sido responsável pelo ataque ao navio, isso levou ao endurecimento das regras sobre quem estava autorizado a viajar num navio-hospital. Equipes quase médicas, assim como equipes de repatriação, não eram mais permitidas em navios-hospitais. Os motoristas de ambulância tiveram que ser transferidos do exército regular para o Corpo Médico do exército australiano antes de serem autorizados a embarcar no navio, embora ainda pudessem transportar suas armas e munições descarregadas.

### Os protestos oficiais
Após uma consulta com as forças armadas australianas, o General MacArthur, o Almirantado e o governo australiano, foi enviado protestos oficiais que foram recebidos pelo governo japonês em 29 de maio de 1943. Mais ou menos na mesma época, o Comitê Internacional da Cruz Vermelha enviou um protesto em nome das principais organizações aliadas à Cruz Vermelha Japonesa.
Em 26 de dezembro de 1943, chega uma resposta do governo japonês ao protesto australiano. E foi afirmado que não havia informações que justificassem a alegação feita, e que não assumia qualquer responsabilidade pelo ocorrido. A resposta contraprotesto foi de que nove navios-hospitais japoneses haviam sido atacados por aliados, embora essas alegações fossem dirigidas contra os Estados Unidos, e não contra a Austrália. Embora várias trocas posteriores tenham sido feitas, a falta de progresso fez com que o governo britânico informasse o primeiro-ministro australiano em 14 de novembro de 1944 que nenhuma comunicação adicional seria feita sobre a perda do Centaur.

## Teorias do naufrágio
Ataques de torpedo em águas australianas eram comuns nesta época, com 27 submarinos navais japoneses operando em águas australianas entre junho de 1942 e dezembro de 1944. Esses submarinos atacaram quase mais de 50 navios, 20 navios confirmados como afundados em resultado de um ataque de um submarino japonês, além de mais 9 navios que ainda não confirmados. Isto fez parte de um esforço concentrado para interromper os comboios de abastecimento do navio da Austrália até Nova Guiné.
Várias ações por parte do Centaur podem ter contribuído para sua morte. O navio recebeu ordens de navegar bem mar adentro até chegar à Grande Barreira de Corais ; seu curso mantendo-a entre 50 e 150 milhas náuticas da costa. O comandante do Centaur, acreditando ter recebido uma rota destinada a um navio mercante, estabeleceu um rumo mais próximo da terra, mas no lado marítimo de 2 000 metros (6 600 pé) de profundidade. Além disso, o navio navegava totalmente iluminado, com exceção dos dois holofotes de proa, que haviam sido desligados por interferirem na visibilidade da ponte.
Existem três teorias principais sobre por que o Centaur foi afundado:

### O Alvo legítimo
Os rumores que se espalharam após o naufrágio do Centaur, que tivesse violado a Convenção de Haia de 1907, e alguém tivesse informado isso aos japoneses, o submarino I-177 poderia estar sob ordens válidas ao ataque ao navio. Quando o Centaur deixou o porto de Sydney, o seu convés estava lotado de homens uniformizados verdes, e como os uniformes eram da ambulância de campo, eram só distinguíveis de outros uniformes do exército pela insígnia do distintivo e pela coloração da faixa de tecido ao redor do chapéu, um observador distante poderia ter concluído que o navio transportava soldados. Aqueles que testemunharam o carregamento em Sydney teriam visto os motoristas da ambulância trazerem as armas para bordo e poderiam ter chegado a uma conclusão semelhante. Se um espião ou informante tivesse passado essa informação que foi passada para os japoneses, afirmam que o submarino I-177 poderia estar à espreita. A principal falha nesta teoria é a questão de como o Nakagawa e sua tripulação foram capazes de prever que o Centaur estava fazendo uma rota alternativa e como foram capazes de determinar a rota selecionada.
Os rumores semelhantes incluíam que durante sua primeira viagem, o Centaur transportou soldados para a Nova Guiné, ou prisioneiros de guerra japoneses de volta à Austrália para o interrogatório, e consequentemente foi marcado como um alvo legítimo pelos japoneses. O navio transportou 10 prisioneiros de guerra em sua viagem de retorno à Nova Guiné, mas como eram todos feridos, transportá-los em um navio-hospital.

### O alvo errado
Esta teoria afirma que Nakagawa não sabia que o navio que foi atacado era um navio-hospital e que o naufrágio foi um acidente infeliz. Esta opinião foi apoiada por oficiais japoneses, tanto antes como depois da revelação de que Nakagawa era o responsável pelo ataque. Entre eles estava o Tenente Comandante Zenji Orita, que assumiu o comando do submarino depois de Nakagawa. Orita não ouviu nada da tripulação sobre ter afundado um navio-hospital, mesmo sendo rumores, acreditava que se o submarino I-177 tivesse atacado o Centaur, e conscientemente isso teria aprendido isso pelas fofocas dos tripulantes.
Quando comparado com os outros navios-hospitais australianos contemporâneos, o Centaur era o menor, aproximadamente um terço do tamanho do Manunda ou do Wanganella. O Centaur também era ligeiramente mais curto que o próprio I-177. A observação do Centaur foi feita através de um periscópio, e oficiais de submarinos atestam que a 1.500 metros e 4,900 pés, pois o alcance de ataque para os submarinos japoneses da época da Segunda Guerra Mundial, alguns oficiais não seriam capazes de identificar claramente o perfil de um navio alvo ou as marcações do casco. Com os holofotes de proa ' Centauro apagados e com a observação do alvo feita através do periscópio, existe a possibilidade de Nakagawa não ter visto as marcações do navio-hospital se estivesse na posição errada. Além de dois holofotes da proa, O navio estava brilhantemente iluminado. Para atacar, o submarino teria que se aproximar cada vez do navio que estava iluminado tanto por suas próprias luzes e tanto pela lua cheia no céu.

### Alvo intencional
Esta teoria afirma que Nakagawa estava plenamente consciente de que seu alvo era um navio-hospital, que era o Centaur e de qualquer maneira decidiu afundá-lo, por sua própria iniciativa ou por uma má interpretação de suas ordens. Os pesquisadores especulam que quando Nakagawa estava se aproximando do fim de sua viagem em águas australianas e afundou apenas um único navio inimigo, o cargueiro Limerick com mais de 8.742 tons ele não queria retornar com a desgraça de uma única morte. Outras alegações incluem que Nakagawa pode ter agido uma vingança pelas baixas infligidas pelos aliados durante a Batalha do Mar de Bismarck, ou pode ter esperado elogios pelo naufrágio de uma embarcação naval.
Em fevereiro de 1944, enquanto comandava o submarino I-37, Nakagawa ordenou o metralhamento dos sobreviventes de três navios mercantes britânicos torpedeados por seu submarino, o SS Bristish Chivalary em 22 de fevereiro, o MV Sutlej, em 24 de fevereiro e o MV Ascott em 29 de fevereiro. Sua defesa, de que ele estava agindo sob ordens do vice-almirante Shiro Takasu, não foi aceita, e ele foi condenado a quatro anos de prisão na prisão de Sugamo como um criminoso de guerra Classe B. Estes incidentes mostraram que Nakagawa estava disposto a ignorar as leis da guerra .

## Local do naufrágio
Após a Segunda Guerra Mundial, várias buscas nas águas ao redor das ilhas de North Stradbroke e de Moreton não conseguiram revelar a localização real do naufrágio do Centaur. Acreditava-se que ele havia afundado na borda da plataforma continental, a uma profundidade em que a Marinha Real Australiana não tinha capacidade de procurar um navio do tamanho e do comprimento, como o Centaur. Algumas partes também acreditavam que o ponto de afundamento calculado por Rippon era impreciso, intencionalmente ou por um erro.
Vários pontos foram identificados incorretamente como o local onde o Centaur afundou. O primeiro foi na entrada do Relatório da Situação do Diário de Guerra para o naufrágio do navio-hospital australiano, no início indica a posição do local do naufrágio é aproxidamente de 27°17′S 154°05′E, 7 milhas náuticas (13 km; 8,1 mi) a leste da posição de Rippon. De acordo com Milligan e Foley, isso provavelmente ocorreu porque uma distância estimada de 50 milhas náuticas (93 km; 58 mi) de Brisbane, incluída como uma referência, foi interpretada literalmente. Em 1974, dois mergulhadores alegaram ter encontrado o navio aproximadamente a 40 milhas náuticas (74 km; 46 mi) a leste de Brisbane, a 60 metros (200 pés) de profundidade, mas não divulgaram sua localização exata. As tentativas de redeslocar o local entre 1974 e 1992 foram malsucedidas, com uma associação dos mergulhadores alegaram que a Marinha havia destruído o naufrágio logo após sua descoberta.

### A afirmação de Dennis
Em 1995, foi anunciado que o naufrágio do Centaur estava localizado em águas 17 quilometros e 10 milhas do farol na Ilha de Moreton, a uma distância significativa de sua suposta última posição. A descoberta foi relatada no A Current Affair, durante a qual foram exibidas imagens do naufrágio, 170 e 560 metros de profundade, do que foi mostrado debaixo d'água. O descobridor Donald Dennis afirmou que a identidade do naufrágio havia sido confirmada pela marinha australiana, pelo Museu Marítimo de Queensland e pelo Memorial de Guerra Australiano. Uma busca superficial pela Marinha confirmou a presença de um naufrágio no local determinado, que foi declarado como um túmulo de guerra e adicionado às cartas de navegação pelo Escritório Hidrográfico Australiano.
Alguns anos seguintes, houve dúvidas crescentes sobre a posição dos destroços de Dennis, devido à distância do cálculo do segundo oficial Rippon do ponto de naufrágio e de onde USS Mugford encontrou os sobreviventes. Durante esse período, Dennis foi condenado por duas acusações de fraude e uma de roubo por meio de fraude. Dois mergulhadores de naufrágios Trevor Jackson e Simon Mitchell, usaram o local para o mergulho de um recorde mundial de quatro horas em 14 de maio de 2002, durante o qual examinaram os destroços e fizeram medições, alegando que o navio era pequeno demais para ser o Centaur . Jackson já estudava o Centaur há vários tempos atrás e acreditava que o local do naufrágio era na verdade de um outro navio, muito menor que o próprio Cenatur, o 55 metros e 180 pés, o MV Kyogle, um cargueiro adquirido e comprado pela Real Força Aérea Australiana e foi afundado durante o treino de bombardeio em 12 de maio de 1951. Os factos recolhidos no local de mergulho foram inconclusivos, mas os mergulhadores permaneceram inflexíveis de que não era do Centaur, e passaram esta informação a Nick Greenaway, produtor do programa de notícias australiano "60 minutes".
No 60º aniversário do naufrágio, o programa 60 Minutes publicou uma matéria demonstrando que o naufrágio não era o Centaur. E foi revelado que ninguém no Museu Marítimo de Queensland ainda tinha visto a filmagem de Dennis, e quando foi mostrada ao presidente do museu, Rod McLeod, e ao historiador marítimo John Foley, eles afirmaram que o navio naufragado não poderia ser o Centaur devido as inconsistências físicas, como um leme incorreto. Seguindo essa história, e outras histórias publicadas na mesma época nos jornais, a Marinha enviou três navios para inspecionar o local durante um período de dois meses, o HMA envia mensagens para outros navios como o Hawkesburry, o Melville e o Yarra, antes de concluir que o naufrágio foi incorretamente identificado como o Centaur. Foi feita uma alteração no diário e o Serviço Hidrográfico começou a retirar a marca das cartas.

### A Descoberta do Centaur
Em abril de 2008, após a descoberta bem-sucedida do HMAS Sydney, vários partidos começaram a convocar uma busca dedicada ao local dos destroços do Centaur. No final de 2008, o governo federal australiano e o governo do estado de Queensland formaram um comitê conjunto e contribuíram com A$ 2 milhões cada para uma busca do local do naufrágio do Centaur, e licatações para fornecimento de equipamentos, incluindo um navio de busca, sistemas de sonar de varredura lateral e um sistema de inspeção operado remotamente submersível foram inaugurados em fevereiro de 2009 e premiados durante o ano. A busca do local do naufrágio foi conduzida a partir do navio Seahorse Spirit dos Serviços Marítimos de Defesa e supervisionada pelo caçador de naufrágios David Mearns, que começou durante o fim de semana de 12 a 13 de dezembro de 2009. A área de busca inicial ao largo de Cape Moreton cobria mais de 1.365 quilometros, sendo dado à equipe há mais de 35 dias para localizar e filmar os destroços antes que o financiamento acabasse.
Seis alvos sonares com dimensões semelhantes ao Centaur que foram localizados entre 15 e 18 de dezembro, como nenhum dos contatos correspondia completamente ao navio-hospital a equipa de busca optou por aproveitar as condições meteorológicas favoráveis e continuar a investigar a área antes de regressar a cada local e fazendo uma inspeção detalhada com um sonar de maior resolução. Na tarde de 18 de dezembro, o rebocador do sonar separou-se do cabo e se perdeu a mais de 1.800 metros de água e 5.900 pés, forçando o uso do sonar de alta resolução para completar a busca na área do naufrágio. Depois de inspecionar os alvos potenciais, Mearns e sua equipe anunciaram em 20 de dezembro que haviam encontrado o local do naufrágio do Centaur naquela manhã.
O naufrágio foi encontrado a 27°16.98′S 153°59.22′E (30 milhas náuticas (56 km; 35 milhas) a leste da Ilha Moreton, e a menos de 1 milha náutica (1,9 km; 1,2 milhas) das coordenadas de Rippon), descansando 2.059 metros (6.755 pés) abaixo do nível do mar em uma voçoroca com paredes íngremes, 150 metros (490 pés) de largura e 90 metros (300 pés) de profundidade. Depois de retornar à costa para o Natal e instalar um veículo operado remotamente (ROV) a bordo do Seahorse Spirit, a equipe de busca iniciou os esforços para documentar os destroços, as primeiras fotografias sendo levado pelo ROV na madrugada de 10 de janeiro de 2010 confirmando que o naufrágio é Centauro. As condições para documentar o navio-hospital não foram ideais no primeiro mergulho de ROV, e mais três mergulhos foram feitos durante os dias 11 e 12 de janeiro. Durante os quatro mergulhos, mais de 24 horas de filmagens foram coletadas, juntamente com várias fotografias: as características identificadas durante a operação incluem o número de identificação da Cruz Vermelha, as marcações do navio-hospital e o sino do navio. O local do naufrágio do Centaur tem foi marcado como uma sepultura de guerra e protegido com uma zona de exclusão de navegação sob a Lei de Naufrágios Históricos de 1976.

## Memoriais das vítimas do naufrágio

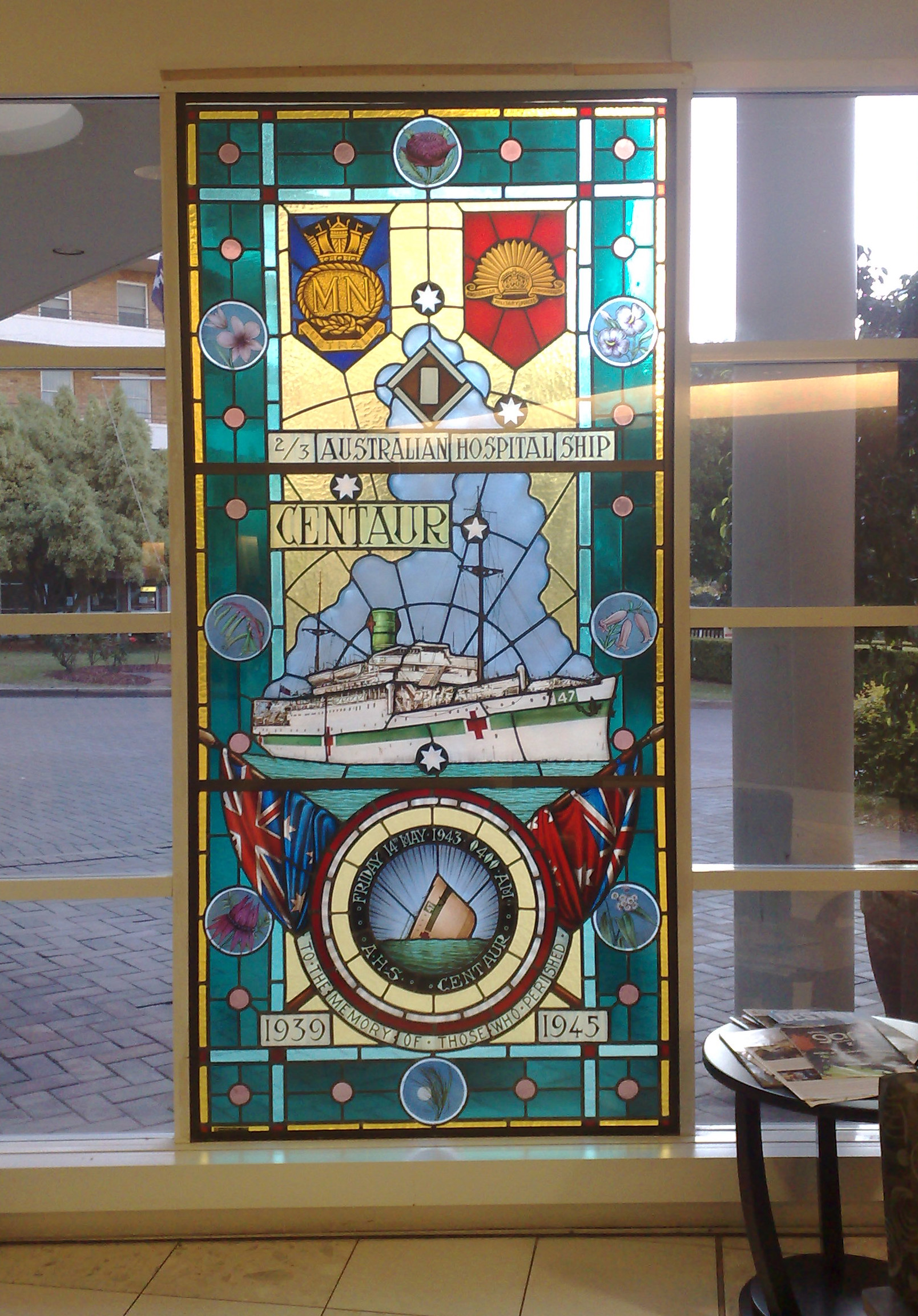
Vitral representando AHS Centaur no Concord Repatriation General Hospital

Em 1948, as enfermeiras de Queensland estabeleceram o "Fundo Memorial Centaur para Enfermeiras", que foi usado todo o dinheiro arrecadado para comprar um estabelecimento e batizá-lo de "Casa Centaur", com instalação de apoio aos enfermeiros, e realizando reuniões de convívio e fornecendo acomodações baratas para enfermeiros de fora da cidade. A Centaur House foi vendida em 1971, sendo um novo edifício adquirido e renomeado. Já a segunda casa foi vendida em 1979 e embora o fundo ainda exista, já não possui instalações físicas. Em 15 de setembro de 1968, um marco foi inaugurado em Caloundra, Queensland, organizado pela Rotary International. Em 1990, um vitral memorial representando o Centaur, juntamente com uma placa listando os nomes dos passageiros perdidos no ataque, e foi instalado no Concord Repatriation General Hospital, a um custo de A$ 16.000. Uma exposição sobre o Centaur foi colocada no Australian War Memorial. A peça central da exposição era uma miniatura do Centaur que foi apresentada no memorial pela Blue Funnel Line, e a exposição incluía itens que foram doados pelos sobreviventes restantes, como um colete salva-vidas, um sinalizador e um kit médico. E foram removidos em 1992 para dar espaço a uma exposição relacionada à Guerra do Vietnã.
Um memorial foi inaugurado em Point Danger, na região de Coolangatta, em Queensland, em 14 de maio de 1993, comemorando o 50º aniversário do naufrágio do Centaur. Foi constituída por uma pedra monumental encimada por um marco, rodeada por um fosso de azulejos com placas comemorativas explicativas da comemoração. O memorial é cercado por um parque com calçadão, com vista para o mar, com placas de outras embarcações da Marinha Mercante e da Marinha Real Australiana que foram também perdidas durante a Segunda Guerra Mundial. A inauguração do memorial foi realizada pelo Ministro dos Assuntos dos Veteranos, o senador John Faulkner.

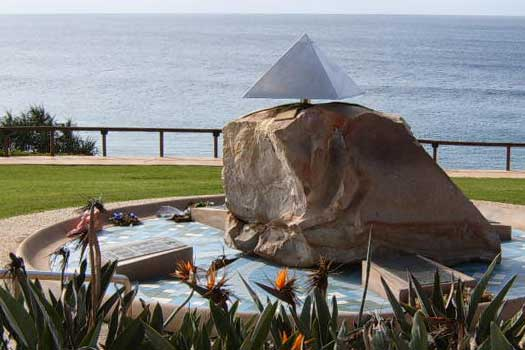
Memorial do Naufrágio do Centaur em Point Danger, em Coolangatta, Queensland

Uma placa memorial foi colocada no convés da proa do Centaur em 12 de janeiro de 2010, durante o quarto e último mergulho do ROV no navio-hospital. Isso normalmente poderia ter sido uma violação da Lei de Naufrágios Históricos, mas uma dispensa especial permitiu a manobra, pois a colocação da placa foi feita próximo aonde o navio estava naufragado. Após a descoberta do navio, um serviço memorial nacional foi iniciado na Catedral de St John em Brisbane, em 2 de março de 2010, a cerimônia contou com a presença de mais de 600 pessoas, incluindo o primeiro-ministro Kevin Rudd. Uma segunda cerimônia para 300 familiares do pessoal do Centaur foi realizada a bordo do Manoora em 24 de setembro daquele ano. Durante o serviço religioso que ocorreu no local onde o Centaur afundou, foram depositadas coroas de flores e espalhadas as cinzas de três sobreviventes.
1. ↑  The AHS is alternatively reported as standing for Army Hospital Ship.[1] Also correctly referred to as 2/3rd AHS Centaur or AHS 47.[2] Also incorrectly referred to as HMAS Centaur[3] or HMAHS Centaur.[2]
2. ↑  Crew figures include the Torres Strait pilot assigned to Centaur.